# 25.ª Flotilla Aérea
La 25.ª Flotilla Aérea (第二五航空戦隊, Dai Nijūgo Kōkū Sentai, "Nijūgo Kōsen") fue una unidad de aviación de combate del Servicio Aéreo de la Armada Imperial Japonesa durante la campaña del Pacífico de la Segunda Guerra Mundial.

## Historia
La 25.ª Flotilla Aérea, compuesta principalmente por bombarderos con base en tierra, cazas y aviones de reconocimiento, informaba a la 11.ª Flota Aérea. Originalmente, las unidades principales de la flotilla eran el 4.º Grupo Aéreo, el Grupo Aéreo Naval de Tainan y el Grupo Aéreo Naval de Yokohama. El 4.º Grupo pilotaba únicamente bombarderos, el Grupo de Tainan los cazas y el Grupo de Yokohama los aviones de reconocimiento. La flotilla, bajo el mando del contraalmirante Sadayoshi Yamada, se desplegó en Rabaul, en Nueva Bretaña, el 29 de marzo de 1942. Desde esta ubicación, la unidad apoyó las operaciones militares japonesas en las campañas de Nueva Guinea y las Islas Salomón. Durante estas campañas, la unidad fue reforzada con aviones de otras flotillas (concretamente del 2.º Grupo Aéreo y 3.º Grupo Aéreo). El nombre operativo de esta unidad híbrida fue el de 5.ª Fuerza de Ataque Aéreo. La unidad sufrió grandes pérdidas en combates aéreos sobre Guadalcanal.

## Organización
| Fecha                         | Unidad superior  | Unidades de aviación y embarcaciones |
| ----------------------------- | ---------------- | --- |
| 1 de abril de 1942 (original) | 11.ª Flota Aérea | 4.º Grupo Aéreo, Grupo Aéreo Naval de Tainan, Grupo Aéreo Naval de Yokohama, Mogamigawa Maru                                                                                              |
| abril de 1942                 | 11.ª Flota Aérea | 4.º Grupo Aéreo, Grupo Aéreo Naval de Tainan, Grupo Aéreo Naval de Yokohama, portahidroaviones Akitsushima, Mogamigawa Maru                                                               |
| 7 de agosto de 1942           | 11.ª Flota Aérea | 4.º Grupo Aéreo, Grupo Aéreo Naval de Tainan, 2.º Grupo Aéreo, Grupo Aéreo Naval de Yokohama (destacamento), 14.º Grupo Aéreo (destacamento)                                              |
| 12 de septiembre de 1942      | 11.ª Flota Aérea | 4.º Grupo Aéreo, Grupo Aéreo Naval de Tainan, 2.º Grupo Aéreo, Grupo Aéreo de Toko, Grupo Aéreo Naval de Yokohama (destacamento)                                                          |
| 10 de octubre de 1942         | 11.ª Flota Aérea | Grupo Aéreo Naval de Tainan, 2.º Grupo Aéreo, 3.º Grupo Aéreo (destacamento), 751.º Grupo Aéreo (antigua unidad de cazas de Kanoya), Grupo Aéreo de Toko, 14.º Grupo Aéreo (destacamento) |
| 1 de noviembre de 1942        | 11.ª Flota Aérea | 251.º Grupo Aéreo, 702.º Grupo Aéreo, 801.º Grupo Aéreo |
| 18 de mayo de 1943            | 11.ª Flota Aérea | 251.º Grupo Aéreo, 702.º Grupo Aéreo |
| 1 de julio de 1943            | 11.ª Flota Aérea | 251.º Grupo Aéreo, 501.º Grupo Aéreo, 702.º Grupo Aéreo |
| 1 de septiembre de 1943       | 11.ª Flota Aérea | 251.º Grupo Aéreo, 253.º Grupo Aéreo, 702.º Grupo Aéreo, 705.º Grupo Aéreo, 751.º Grupo Aéreo                                                                                             |
| 1 de diciembre de 1943        | 11.ª Flota Aérea | 251.º Grupo Aéreo, 253.º Grupo Aéreo, 751.º Grupo Aéreo |
| 1 de febrero de 1944          | 11.ª Flota Aérea | 251.º Grupo Aéreo, 582.º Grupo Aéreo, 751.º Grupo Aéreo |
| 5 de mayo de 1944             | disuelta         | disuelta |
| 10 de julio de 1944           | 2.ª Flota Aérea  | Grupo Aéreo de Nansei-Shotō |
| 15 de noviembre de 1944       | 2.ª Flota Aérea  | 203.º Grupo Aéreo, 701.º Grupo Aéreo, Grupo Aéreo de Nansei-Shotō |
| 15 de diciembre de 1944       | 3.ª Flota Aérea  | 203.º Grupo Aéreo, 701.º Grupo Aéreo |
| 10 de febrero de 1945         | disuelta         | disuelta |

## Comandantes
|   | Rango                     | Nombre           | Fecha                   | Notas                                     |
| - | ------------------------- | ---------------- | ----------------------- | ----------------------------------------- |
| 1 | Contraalmirante           | Sadayoshi Yamada | 1 de abril de 1942      |                                           |
| 2 | Contraalmirante           | Keizō Ueno       | 17 de noviembre de 1942 |                                           |
| x |                           | disuelta         | 5 de mayo de 1944       |                                           |
| 3 | Capitán / Contraalmirante | Tomozō Kikuchi   | 10 de julio de 1944     | Contraalmirante el 15 de octubre de 1944. |
| 4 | Capitán                   | Toshiyuki Yokoi  | 24 de octubre de 1944   |                                           |
| x |                           | disuelta         | 10 de febrero de 1945   |                                           |